# ۲رول
۲رول (انگلیسی: 2Rule) شرکت تجهیزات ورزشی مجارستانی است، که در سال ۲۰۱۸ تأسیس شد.